# Cobalt(II) iodide
Cobalt(II) iodide là các hợp chất vô cơ với công thức CoI2 và hexahydrat CoI2(H2O)6. Những muối này là những iodide chính của cobalt.

## Điều chế
Cobalt(II) iodide được điều chế bằng cách xử lý bột cobalt vào khí HI. Muối hydrat hóa (CoI2(H2O)6) có thể được điều chế bằng phản ứng của cobalt(II) oxide (hoặc các hợp chất liên quan với cobalt) với acid hydroiodic.
Cobalt(II) iodide kết tinh trong hai dạng, các dạng α và β. Dạng α bao gồm các tinh thể lục giác đen, chuyển màu xanh đậm khi tiếp xúc với không khí. Dưới chân không ở 500 °C (932 °F; 773 K), mẫu các mẫu tinh thể α-CoI2, tạo ra dạng β như một tinh thể màu vàng. β-CoI2 cũng dễ dàng hấp thụ độ ẩm từ không khí, chuyển thành hydrate xanh lục. Ở 400 °C (752 °F; 673 K), β-CoI2 quay trở lại dạng α.

## Cấu trúc
Các muối khan ở các dạng cấu trúc cadmi halide.
Muối hexaquo gồm có các ion Co(H2O)62+ và ion iodide đã được chứng minh bằng tinh thể học.

## Phản ứng và ứng dụng
Cobalt(II) iodide khan đôi khi được sử dụng để kiểm tra sự có mặt của nước trong các dung môi khác nhau. Cobalt(II) iodide được sử dụng làm chất xúc tác, ví dụ: trong các phản ứng cacbonyl hóa. Nó xúc tác phản ứng của điketen với thuốc thử Grignard, hữu ích cho việc tổng hợp các terpenoid.

## Hợp chất khác
Cobalt(II) iodide còn tạo ra hợp chất với amonia, như CoI2·2NH3 – chất rắn màu dương, CoI2·4NH3 – chất rắn màu hoa hồng hay CoI2·6NH3 – chất rắn màu hồng. Hỗn hợp phức (CoI2·6NH3)(CoI2·2NH3)1,15, hay CoI2·166⁄43NH3 cũng được biết đến, dưới dạng tinh thể màu đỏ tím.
Với hydrazin, muối phức CoI2·2N2H4 sẽ xuất hiện, là bột hoặc tinh thể màu hoa hồng-đỏ hay CoI2·3N2H4 là tinh thể màu hồng cam.
Với urê, nó tạo CoI2·CO(NH2)2·2,5H2O (tinh thể lục), CoI2·4CO(NH2)2·2H2O (tinh thể hồng) hay CoI2·10CO(NH2)2 (tinh thể cam, dung dịch màu xanh dương).
Với thiourê, nó tạo CoI2·2CS(NH2)2 (chất rắn dương) hay CoI2·4CS(NH2)2 (chất rắn lục nhạt).